# Mulher e Pássaro

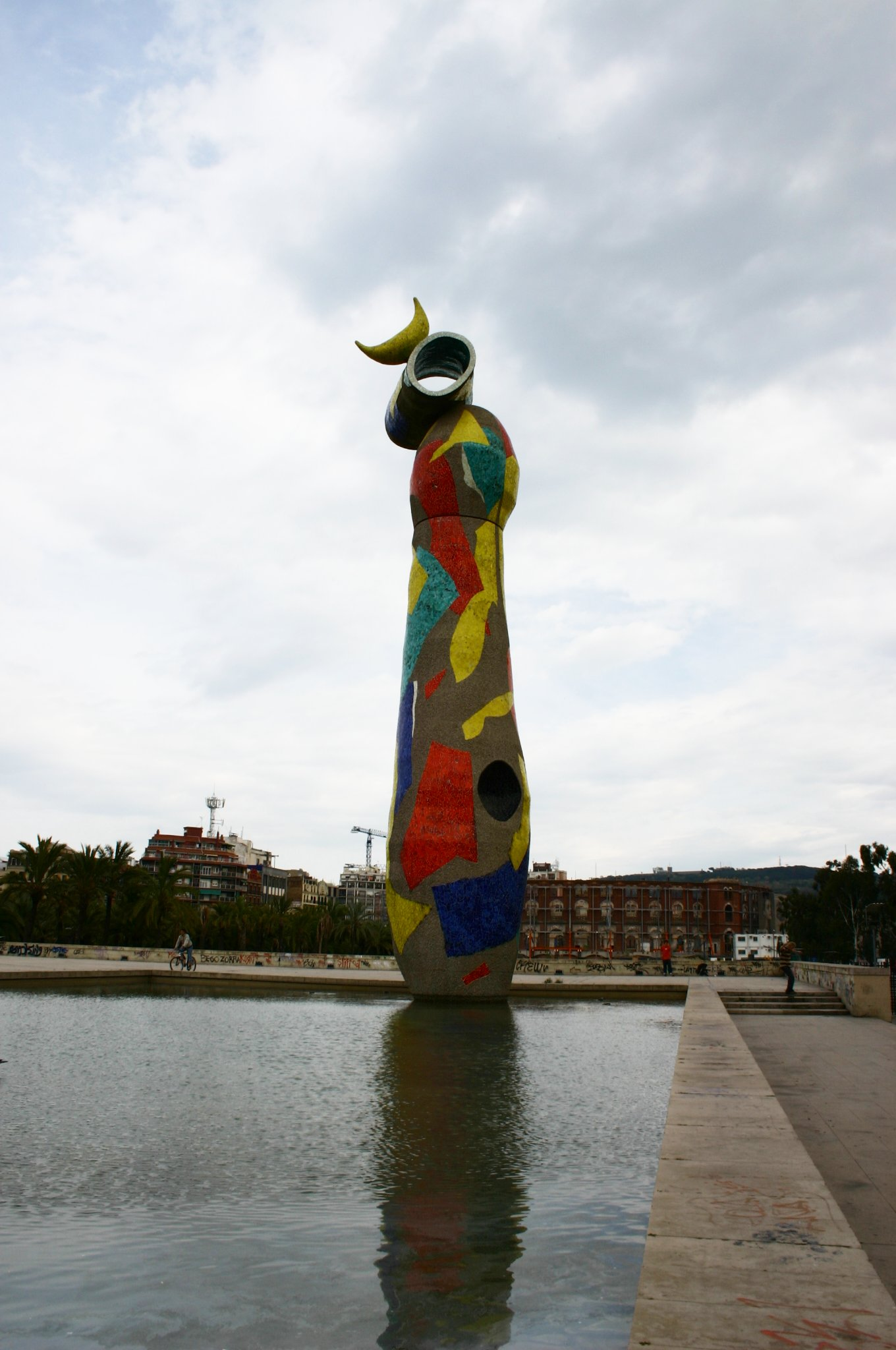
Mulher e Pássaro, de Joan Miró.

Mulher e Pássaro ou Dona i Ocell (em catalão) foi a última obra de grandes proporções do multifacetado artista Joan Miró. A obra foi inaugurada em 1983 sem a presença de seu autor, devido a graves problemas de saúde que sofria, tendo falecido meses depois da inauguração, com a idade de 90 anos. Mulher e Pássaro foi uma das primeiras expressões de arte pública da cidade de Barcelona, na era democrática.
Situada no Parque de Joan Miró (antigo del Escorxador) de Barcelona, ao pé de um grande lago artificial, a escultura foi feita de concreto e possui 22 metros de altura, representando uma forma feminina com um chapéu e, sobre este, uma imagem de um pássaro. A silhueta da mulher apresenta a forma de uma folha alargada e comprida. Toda a parte exterior da obra é coberta com cerâmica nas cores vermelha, amarela e azul (a mais comum em obras do artista), dispostas como trencadís (um tipo de mosaico) e realizadas pelo ceramista Joan Gardy Artigas.